# 52982 Marieclaire
52982 Marieclaire este o planetă minoră (asteroid), cu un diametru de 4,158 km, din centura de asteroizi. A fost descoperită pe 21 octombrie 1998 la Caussols de OCA-DLR Asteroid Survey⁠(d). 
Obiectul prezintă o orbită caracterizată de o semiaxă mare de 2,3766072938746 UAi, o excentricitate de 0,24695375119756, o înclinație de 6,675191970612 ° în raport cu ecliptica.